# オーシャン・ビーチ (西オーストラリア州)
オーシャン・ビーチ（英語: Ocean Beach）は、西オーストラリア州グレート・サザン地域にあるシャー・オブ・デンマークの沿岸地域である。サウス・コースト・ハイウェイがオーシャン・ビーチの北側を、南極海が南側を、ウィルソン入り江が東側の境界線を形成している。同名のビーチがこの地域の東にある。

## 歴史
オーシャン・ビーチはヌンガーの伝統的な土地にある。
オーシャン・ビーチの中心に位置するマウント・ハロウェル保護区は、シャーの州遺産リストに登録されている。
かつてこの地域にあったエルカー・ノーナラップ鉄道線は1929年に開通し1957年に廃止された。